# ألان (لاعب كرة قدم برازيلي)
ألان هو لاعب كرة قدم برازيلي، ولد في 24 فبراير 1994. لعب مع نادي ساو باولو.